# Dead Language
Dead Language is het vierde studioalbum van de Canadese punkband The Flatliners. Het album werd uitgegeven op 17 september 2013 door Fat Wreck Chords en is het derde en meest recente studioalbum dat de band via dit label heeft laten uitgeven. Het album werd door de band vlak voor de uitgave via streaming media online gezet.

## Nummers
1. "Resuscitation of the Year" - 3:22
2. "Bury Me" - 2:43
3. "Birds of England" - 3:14
4. "Drown in Blood" - 3:21
5. "Sew My Mouth Shut" - 3:15
6. "Caskets Full" - 2:48
7. "Ashes Away" - 4:07
8. "Hounds" - 3:13
9. "Dead Hands" - 1:57
10. "Quitters" - 2:03
11. "Tail Feathers" - 4:03
12. "Young Professionals" - 1:59
13. "Brilliant Resilience" - 3:27

## Band
- Chris Cresswell - gitaar, zang
- Scott Brigham - gitaar, zang
- Jon Darbey - basgitaar, zang
- Paul Ramirez - drums
- Michael Liorti - keyboard